# Zirconium (Ära)
Das Zirconium ist gemäß einem Vorschlag zur Neugliederung des Präkambriums die zweite und jüngere Ära des Hadaikums. Es dauerte 373 Millionen Jahre, von 4404 Millionen Jahren bis 4031 Millionen Jahren vor heute.

## Etymologie
Die Bezeichnung Zirconium, englisch Zirconian oder Zirconian era, leitet sich ab vom Mineral Zirkon, das, in Form sogenannter detritischer Zirkone, die einzige Substanz ist, die aus diesem frühen Zeitabschnitt geologisch überliefert wurde. Ein alternativer Vorschlag für die Bezeichnung dieser Ära ist Jack-Hillsium (engl. Jack Hillsian), benannt nach den Jack Hills in Westaustralien, in denen ebenjene ältesten detritischen Zirkone vorkommen.

## Definition des Zirconiums

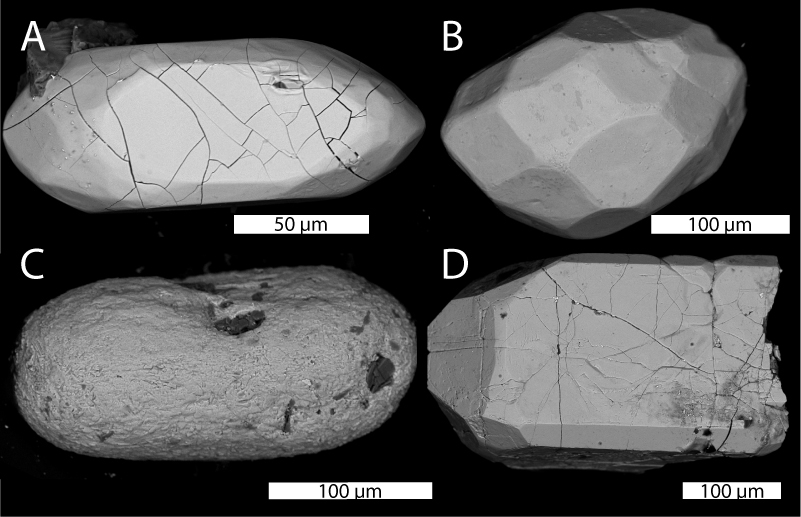
REM-Aufnahme verschiedener präkambrischer Zirkonkörner. C und D stammen aus den Jack Hills (sind aber nicht notwendigerweise zirconischen Alters).

Das Zirconium folgt auf die Ära des Chaotikums und sein Beginn wird chronometrisch auf 4404 Millionen Jahre vor heute festgelegt. Dies entspricht dem Alter des erstmaligen Auftretens von Zirkonen in den Jack Hills in Westaustralien (Yilgarn-Kraton). Sein Ende und damit der Übergang zum Archaikum und dessen erstem Äon, dem Eoarchaikum (bzw. alternativ dessen erster Periode, dem Acastum), erfolgt mit dem Erscheinen des ältesten Gesteins bei 4031 Millionen Jahren vor heute.

## Erdgeschichtliche Ereignisse

### Magma-Ozean und Erdmantel
Der Theia-Impakt im Chaotikum um 4527 Millionen Jahre hatte wahrscheinlich ein partielles oder sogar totales Aufschmelzen des Erdmantels zu einem neuerlichen Magma-Ozean bewirkt, welcher sich dann zwischen 4400 und 4300 Millionen Jahre total differenzierte. Kramers hatte 2007 vorgeschlagen, dass der erstarrende Magma-Ozean einen gravitationell instabilen Erdmantel bewirkte, welcher sich in Folge umwälzte und eine mächtige mafische Kruste ausbildete. Gegen Ende des Zirconiums um 4000 Millionen Jahre hatte der Erdmantel bereits seinen jetzigen Redoxzustand erreicht – verursacht durch den Verlust von He2+ an den Weltraum und durch die Vermischung von Oxidationsmitteln (wie z. B. Fe3+), Wasser und Karbonaten.
Das Erstarren des Magma-Ozeans ließ Kohlendioxid und Wasser aus dem Erdmantel entweichen, welche sich in der Atmosphäre anreicherten. Die Ozeane bildeten sich erst, als dichter Wasserdampf bei 450 ± 20 °C superkritisch kondensierte. Auch Kohlendioxid wurde bei der Ozeanbildung als superkritisches Kohlendioxid-Wasserdampf-Gemisch aus der Atmosphäre entfernt, nachdem sich die Oberflächentemperaturen auf 300 °C abgekühlt hatten.
Anthony I. S. Kemp hatte 2010 vorgeschlagen, dass während des Zirconiums die Erde eine dicke basaltische Kruste trug, welche stellenweise wieder teilweise aufschmolz und dadurch relativ geringe Volumina an Tonaliten bildete.
Um 4360 Millionen Jahren hatte die Fraktionierung des Erdmantels eingesetzt.

### Zirkone
Haben die ersten 163 Millionen Jahre der Erdgeschichte im Verlauf des Chaotikums keinerlei auf der Erde nachweisbare Spuren hinterlassen, so ist ab dem Zirconium mit detritischen Zirkonkörnern die erste datierbare mineralische Substanz überliefert. Zirkonkörner kristallisieren primär aus Magma und sind extrem widerstandsfähig, sodass sie auch Bereiche des Gesteinskreislaufes, in denen extreme Bedingungen herrschen, relativ unverändert überstehen können. Bei den ältesten detritischen Zirkonen handelt es sich folglich um Relikte der ältesten Erdkruste. Der bisher älteste Zirkon konnte auf ein Alter von 4404 ± 8 Millionen Jahren datiert werden. Gefunden wurde er in Metasedimenten am Erawandoo Hill (auch in der Schreibweise Eranandoo Hill) in den Jack Hills des Narryer-Gneis-Terrans in Westaustralien. Zirkone mit diesem extrem hohen Alter sind dort jedoch äußerst selten. Zirkone, die 4200 bis 4100 Millionen Jahre alt sind, kommen bereits häufiger vor. Der Großteil der Zirkone im Narryer-Gneis-Terran ist mit Altern von 3750 und 3500 Millionen Jahren wesentlich jünger.
Heute sind nur vier weitere Zirkone älter als 4050 Mio. Jahre vorhanden, die nicht aus Westaustralien stammen. Die westaustralischen Zirkone waren – was zu vermuten ist – im Hadaikum deutlich anderen Bedingungen ausgesetzt, als dies bei der übrigen Kruste der Fall war, weshalb man von ihnen nicht auf die allgemeinen Bedingungen der damaligen Erde schließen kann. So hatten die bis zu 400 Millionen Jahre jüngeren chinesischen Zirkone Kristallisationstemperaturen von ca. 910 °C, während die westaustralischen Zirkone meist bei ca. 690 °C und einige wenige Exemplare bei ca. 800 °C kristallisierten. Auch der nachgewiesene geringe Wärmefluss bei den westaustralischen Zirkonen spricht dafür, dass diese eine für damalige Verhältnisse besondere Konstellation erfuhren, möglicherweise ähnlich einer heutigen konvergierenden Plattengrenze. Das Ausgangsmaterial der westaustralischen Zirkone ist stark umstritten; insbesondere, ob diese zum Teil nicht nur aus magmatischen Gesteinen, sondern auch aus bereits existierenden Sedimenten entstanden, ist Teil der heutigen wissenschaftlichen Debatte. Der Beweis von damals existenten Sedimenten wäre ein starkes Indiz für eine bereits existierende Hydrosphäre mit Niederschlag und Ozeanen.

### Gesteine
Das mit einem Alter von 4031 Mio. Jahren bisher älteste bekannte Gestein der Erde entstammt dem Acasta-Gneis im Kanadischen Schild. Seine Erforschung zeigte, dass es bereits in diesem frühen Zeitalter – etwas mehr als fünfhundert Millionen Jahre nach der Entstehung der Erde – einen Ozean und zumindest eine – noch nicht kratonisierte – Festlandinsel gegeben hat. Der Gneis definiert die Obergrenze des Zirconiums.
Ähnlich alt, mit 4280 Mio. Jahren (Datierung ist umstritten, vielleicht auch nur 3800 Mio. Jahre) sogar noch einiges älter als der Acasta-Gneis, sind die Gesteine des Nuvvuagittuq-Grünsteingürtels in der kanadischen Provinz Québec.
Aus solchen frühen Kratonen des Zirkoniums könnte sich im Archaikum dann der hypothetische erste Superkontinent Ur gebildet haben.

### Kontinente
Es ist gut möglich, dass die ersten Kontinentfragmente im Zirconium (ab 4350 Millionen Jahre – konform mit dem ersten gesicherten Auftreten von Zirkonen) herangewachsen waren, jedoch dann aber gegen Ende der Ära wieder von einem tiefen Ozean bedeckt wurden. Die sehr begrenzte Landoberfläche hatte natürlich ernste Auswirkungen für eine eventuelle Entstehung des Lebens.

### Plattentektonik
Eine Zirkonstudie aus dem Jahr 2008 kam zu dem Ergebnis, dass westaustralische Gesteine des Zirconiums Minerale enthalten, die auf ein Einsetzen der Plattentektonik spätestens um 4000 Millionen Jahre (fast 600 Millionen Jahre nach T0) hindeuten. Dem widersprechen jedoch Geologen mit dem Argument, dass die fraglichen Zirkone auch durch Meteoriteneinschläge gebildet worden sein könnten. Ein direkter Nachweis mittels Zirkonen ist schwierig, da diese hauptsächlich von einem einzigen Fundort stammen.
Eine Folgeerscheinung der Plattentektonik ist die Bildung kontinentaler Kruste. Für die Krustenbildung bestehen aber sehr unterschiedliche Modelle. Die Abschätzung von Dhuime und Kollegen beträgt etwa 25 % der heutigen Oberfläche gegen Ende des Zirconiums. Korenaga und Kollegen hingegen behaupten, dass die kontinentale Kruste im Zeitraum 4200 bis 4000 Millionen Jahre bereits ihr heutiges Niveau erreicht hatte.

### Atmosphäre
Zu Beginn des Zirconiums war es wahrscheinlich noch vor 4350 Millionen Jahren zur Entgasung der Gesteine gekommen und es war die erste Erdatmosphäre entstanden. Heutige Untersuchungen legen nahe, dass die Atmosphäre damals nicht reduzierend war.
Es wird vermutet, dass die Erde im Zirconium bereits eine recht dicke Hydrid-reiche Atmosphäre besaß, deren Zusammensetzung dem Sonnennebel und den Gasriesen sehr ähnlich war – und vorwiegend aus Wasserdampf, Methan und Ammoniak bestand. Mit zunehmender Abkühlung des Planeten kondensierte der Wasserdampf sodann zu flüssigem Wasser. Dieser Prozess endete eventuell in einem riesigen Ozean, der nahezu die gesamte Erde bedeckte. Die Atmosphäre wurde aber fortwährend von vulkanischen Ausgasungen und Asteriodeneinschlägen abgewandelt, bis schließlich die schwach reduzierende Atmosphäre des Paläoarchaikums – reich an Stickstoff und Kohlendioxid – entstanden war.

### Hydrosphäre
Untersuchungen von Zirkonen lassen eventuell auf die Gegenwart von flüssigem Wasser im Zeitraum 4400 bis 4000 Millionen Jahre schließen. Dass flüssige Ozeane trotz der hohen Oberflächentemperaturen überhaupt zugegen waren, lässt sich durch einen vermuteten, enormen Luftdruck von 27 Atmosphären erklären, welcher die Wassermassen am Verdampfen hinderte.
In Abhängigkeit von der damaligen Atmosphäre kann es auch bei hohen Temperaturen durchaus flüssiges Wasser gegeben haben, z. B. bei einer Atmosphäre mit hohem Druck und einem großen Kohlendioxidanteil, ähnlich der heutigen Atmosphäre der Venus. Die Existenz von Ozeanen ist jedoch umstritten.
Die Atmosphäre und die Ozeane sind sehr wahrscheinlich schon sehr früh im Entwicklungsprozess der Erde aufgetreten. Der letzte große Bolide (mit einem Durchmesser von mehr als 440 Kilometer) hatte zwischen 4300 und 4100 Millionen Jahre eingeschlagen – groß genug, um den gesamten Ozean zu verdampfen. Es ist daher äußerst unwahrscheinlich, dass irgendeine Lebensform oder deren Vorläufer in diesem Zeitintervall zugegen war.

## Mögliche Entstehung des Lebens?
Falls das irdische Leben durch chemische Evolution entstand (und nicht entsprechend der Panspermie-Hypothese aus dem Weltall auf die Erde kam), so hat sich dieser Schritt – die Entstehung primitivster Formen von Leben („Prä-RNA-Welt“) und damit das Ende der präbiotischen Ära – wahrscheinlich bereits im späten Zirconium vollzogen.
Eine im Jahr 2024 publizierte Untersuchung kam zu dem Ergebnis, dass der Urvorfahr alles bestehenden Lebens im Zirconium zwischen 4330 und 4090 Millionen Jahren entstand.
Im Jahr 2015 waren in Westaustralien Spuren von kohlenstoffhaltigen Mineralen in einem 4100 Millionen Jahre alten Zirkon gefunden worden und wurden sodann als Überreste biologischen Lebens interpretiert.
Mittels phylogenetischer Zusammenhänge ist es möglich, den zeitlichen Ablauf der Prokaryoten nachzuvollziehen. Fabia Battistuzzi und Kollegen (2004) untersuchten beispielsweise die Aminosäurenabfolge aus 32 Proteinen, die in 72 Spezies von Prokaryoten und Eukaryoten gleichermaßen vorkommen und schlossen dann auf die Divergenzzeitpunkte. Sie kamen so zu dem Ergebnis, dass das Leben noch vor 4100 Millionen Jahren eingesetzt haben musste und dass Methanogenese bereits zwischen 4100 und 3800 Millionen Jahren stattfand.

## Vorkommen
Funde von hadaischen Zirkonen sind nur auf ganz wenige archaische Kratone beschränkt. Im Yilgarn-Kraton wurden neben den Vorkommen vom Narryer-Gneis-Terran in Quarziten des Southern-Cross-Terrans Zirkone entdeckt, die ein Maximalalter von 4350 Millionen Jahren aufweisen (Streubreite 4350 bis 3130 Millionen Jahre vor heute). Möglicherweise stammt der Nuvvuagittuq-Grünsteingürtel des Superior-Kratons aus dem Zirconium, sein vorgeschlagenes Alter von 4280 Millionen Jahren ist aber nach wie vor umstritten. Das Ende des Zirconiums wird bei 4031 Millionen Jahren vor heute durch das höchste ermittelte Protolithen-Alter im Acasta-Gneiskomplex des Slave-Kratons markiert.

### Krustenfragmente und Zirkonfunde im Einzelnen
- Australien:
  - Yilgarn-Kraton in Westaustralien
    - Jack-Hills-Grünsteingürtel im Narryer-Gneis-Terran:
      - 4404 ± 8 bis 3700 Millionen Jahre alte detritische Zirkone in ≤ 3050 Millionen Jahre alten Metakonglomeraten und Quarziten. Älteste bisher datierte irdische Minerale.[26] Heterogene Hafnium-Isotopendaten in detritischen Zirkonen zwischen 4270 und 4010 Millionen Jahren lassen womöglich auf eine sehr frühe kontinentale Krustenbildung rückschließen, die womöglich bereits um 4450 ± 20 Millionen Jahre eingesetzt hatte.[27] Sauerstoffisotopenwerte derselben Zirkone deuten auf ihre Kristallisation aus Protolithen, die eine niedrig-temperierte Alteration erfahren hatten – weswegen auf die Gegenwart von kaltem, flüssigen Wasser um 4200 Millionen Jahre geschlossen wurde.[28]

    - Weitere benachbarte Grünsteingürtel im nordwestlichen Yilgarn Kraton
    - Southern-Cross-Granit-Grünstein-Terran:
      - 4350 bis 3130 Jahre alte detritische Zirkone.[29]
- China:
  - Cathaysia-Block in Südchina
    - 4100 Millionen Jahre alte Zirkone.[30]

  - Nordchina-Kraton
    - Anshan-Komplex
      - Die Quellen für Gesteine des Archaikums (3800 bis 3000 Millionen Jahre) gehen zurück auf einen 4400 bis 4500 Millionen Jahre alten, an inkompatiblen Elementen abgereicherten Mantel.[31]

    - Quinling-Orogen
      - Zirka 4100 Millionen Jahre alte Zirkon-Xenokristalle in einem ordovizischen Ignimbrit des nördlichen Qinlings deuten auf rund 4450 Millionen Jahre alte Erdkruste.[32][33]
- Grönland:
  - Nordatlantik-Kraton
    - Isua-Grünsteingürtel
      - Die Zirkonalter liegen zwischen 3800 und 3900 Millionen Jahre, die Sm-Nd-Systematik ergibt für die Quellgesteine jedoch Alter zwischen 4400 und 4500 Millionen Jahre.[34]
- Kanada:

- - Nordatlantik-Kraton

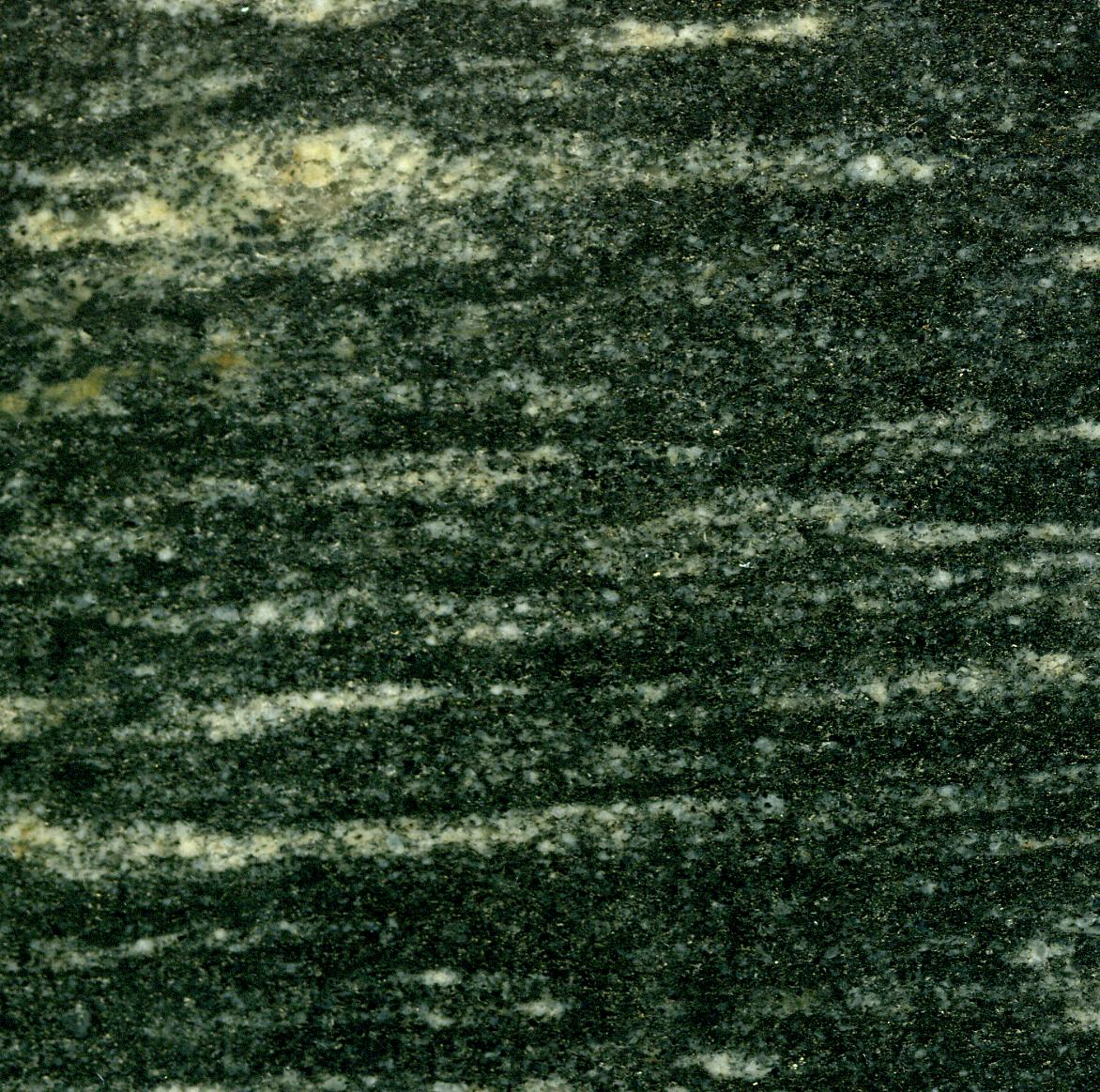
Der Acasta-Gneis – ein tonalitischer Orthogneis – markiert das Ende des Zirconiums

    - Saglek-Block der Nain-Provinz in Labrador
      - TTG-Gneise
      - Ihr ältester Vertreter ist der Iqaluk-Gneis,[35] der mit 3867 Millionen Jahre gesichert datiert und vermutlich um 3900 Millionen Jahre angesiedelt ist.
      - Ultramafite (Metakomatiite) der Nulliak-Suprakustalgesteine liefern eine Samarium-Neodym-Isochrone von 4017 ± 194 Millionen Jahre, eine 4400 Millionen Jahre alte Mantelquelle wird vermutet.[36]

  - Slave-Kraton in den Northwest Territories
    - Acasta-Gneis:
      - 4031 ± 3 Millionen Jahre altes Krustenfragment aus tonalitischem Gneis, dessen Datierungen zwischen 4030 und 3940 Millionen Jahre schwanken. Enthält jedoch 4200 Millionen Jahre alte Zirkon-Xenokristalle.[37]

  - Superior-Kraton in Québec
    - Nuvvuagittuq-Grünsteingürtel im Hudson-Bay-Terran:
      - Sm-Nd-Modellalter bis 4280 Millionen Jahre. Das bisher älteste bekannte Krustenfragment mit eventuell erster Subduktion. Ältestes, relativ sicheres 142Nd-Alter einer mafischen Krustenplattform bei 4150 Millionen Jahre.[12] Dieses Alter konnte von Christian Sole mittels 147Sm-143Nd-Isochrone im Jahr 2021 mit 4151 ± 290 Millionen Jahre in feinkörnigen, gabbroischen Gneisen bekräftigt werden und macht somit den Nuvvuagittuq-Grünsteingürtel zum bisher ältesten Gesteinskomplex der Erde.[38]
- Südamerika:
  - Nordosten Brasiliens
    - 4100 Jahre alte Zirkone.[39]

  - Guyana:
    - Guyana-Schild
      - Iwokrama-Formation
        - Zirkon-Xenokristall hat 4219 ± 19 Millionen Jahre.[40]
- Vereinigte Staaten von Amerika:
  - Wyoming-Kraton
    - Beartooth Mountains
      - Zirkonalter in suprakrustalen Gesteinen zeigen 4030 Millionen Jahre an.[41]